# Thomas Kling
Thomas Kling (5 iunie 1957 - 1 aprilie 2005) a fost un poet și eseist german.

## Viața și opera
Thomas Kling este considerat poet de seamă în țările de limbă germană.

## Cărți publicate (selecție)

### Poezie
- erprobung herzstärkender mittel (1986).
- geschmacksverstärker (1989).
- brennstabm (1991).
- nacht.sicht.gerät (1993).
- wände machn (1994).
- morsch (1996).
- Fernhandel (1999).
- Sondagen, Köln 2002.
- Auswertung der Flugdaten (2005).
- Gesammelte Gedichte (2006).

### Eseuri
- Botenstoffe, Köln 2001.
- Itinerar, Frankfurt am Main 1997.

## deLucrări de prezentare a scriitorului (selecție)
- Heinz Ludwig Arnold (Hg.): Thomas Kling, edition text+kritik 147, München 2000.
- Theo Breuer: Thomas Kling ist tot. Notizen zu einem deutschen Dichter (In: Theo Breuer: Aus dem Hinterland. Lyrik nach 2000, Sistig/Eifel 2005, S. 101–114.
- Hubert Winkels: Der Stimmen Ordnung. Über Thomas Kling, Köln 2005.

## Distincții (selecție)
- 2001: Premiul literar Ernst Jandl
- 1997: Premiul literar Peter Huchel
- 1993: Premiul literar Else Lasker-Schüler
- 1990: Premiul literar Rolf Dieter Brinkmann

## deLegături externe
- de Thomas Kling în Catalogul Bibliotecii Naționale a Germaniei (Informații despre Thomas Kling • PICA • Căutare pe site-ul Apper)
- de Thomas Kling în Perlentaucher